# Kontio
Die Kontio (finnisch für Bär) ist ein finnischer Eisbrecher mit Heimathafen Helsinki, der 1987 auf der Wärtsilä-Werft in Helsinki gebaut wurde. Die Kontio ist 99,0 m lang und 24,2 m breit bei einem Tiefgang von 8 m. Mit einer Leistung von 15.000 kW, bereitgestellt durch zwei Wärtsilä-16V32-Dieselmotoren, können 18,5 Knoten erreicht werden. Das Schiff hat eine Verdrängung von 9.000 Tonnen.
Die Kontio und ihr Schwesterschiff Otso werden in der Regel als erste der finnischen Eisbrecherflotte eingesetzt. Ihr Einsatzgebiet ist der Bottnische Meerbusen. Eigner des Schiffes ist die Arctia Shipping OY. Sie ist die Nachfolgerin der Finnish Shipping Enterprise (FINSTASHIP).

## Eisbrechertechnik
Kontio hat den klassischen, im flachen Winkel laufenden Bug eines Eisbrechers. Die doppelte Schrauben- und Ruderanlage ist extra für die Eisfahrt verstärkt. Die Propeller schlagen nach außen, um möglichst wenig Kontakt mit Eisschollen zu bekommen. Um die Eisbrecherleistung zu erhöhen, hat das Schiff ein Airbubblingsystem. Dabei wird unten an der Kimm Luft ins Wasser gepumpt. Die aufsteigenden Blasen erzeugen am Rumpf einen reißenden Luft-/Wasserstrom, der die Reibung zwischen Rumpf und Eis erheblich vermindert. Des Weiteren sind am Bug und Heck Trimmtanks eingebaut. Beim Anfahren von Eisbarrieren kann der Bug so aus dem Wasser gehoben werden, um ihn dann durch Ballastwasser zu beschweren und das Eis zu brechen. Das Festfrieren im Eis wird durch die Krängungsanlage verhindert. 630 Tonnen Wasser können in 40 Sekunden hin und her gepumpt werden, wodurch ein Krängungswinkel von 7° entsteht.

## Umbauten
Zur besseren Manövrierfähigkeit wurde nachträglich ein Bugstrahlruder mit 2,4 Metern Durchmesser eingebaut. Vorher nutzte man dazu das Airbubblingsystem, das nur einseitig eingeschaltet wurde. An der Kontio wurde im Jahr 2002 das Eutelsat-VSAT-Satelliten-Kommunikationssystem und ein Selesmar-X-Band-Radar installiert. Seit dem Jahr 2010 wird das Schiff zusätzlich als Ölbekämpfungsschiff eingesetzt. Die Europäische Agentur für die Sicherheit des Seeverkehrs (engl. European Maritime Safety Agency, kurz EMSA) charterte den Eisbrecher zu diesem Zweck.